# Голобородько Юрій Костянтинович
Ю́рій Костянти́нович Голоборо́дько (9 січня 1927, Новотягинка — 3 травня 2009, Херсон) — прозаїк. Член національної спілки письменників України з 1978 року. Він нагороджений орденами Вітчизняної війни II ст., «За мужність», медалями «За трудову доблесть», «За перемогу над Німеччиною» та ін., Лауреат обласної премії імені І. Кулика, а також відзначений званням Заслуженого журналіста України.

## З життєпису
Народився 9 січня 1927 р. в с. Новотягинка Білозерського району Херсонської області в родині сільського вчителя. Після переїзду батька у село Станіслав того ж таки Білозерського району почав у 1934 році навчатися в місцевій школі, сім класів якої закінчив у переддень Великої Вітчизняної війни.
У роки німецької окупації зазнав поневірянь, перебував у фашистських таборах. Після визволення з неволі добровільно вступив до лав Червоної Армії і брав участь у боях з ворогом на 4-у Українському фронті. День Перемоги зустрів на чехословацькі землі.
У роки армійської служби заочно закінчив Львівський культосвітній технікум.
Після демобілізації з армії у 1956 році закінчив історико-філологічний факультет Дніпропетровського державного університету. Вчителював у сільських школах Дніпропетровщини і Херсонщини, працював редактором бериславської районної газети «Маяк» і херсонської обласної молодіжної газети «Ленінський прапор», консультантом будинку політосвіти обкому партії. З 1992 року редагував газету обласної ради ветеранів «Ветеран» та газету «Медистр».
Автор збірок оповідань «Вчителю наш дорогий» (1961, у співавторстві), «Обрії пахнуть вітрами» (1966, у співавторстві), документальної повісті «Дороги в грозах» (1976), збірки оповідань «Таврійські пастелі» (1977), збірки нарисів (у співавторстві) «Вкарбовані у вічність» (1974) і «Герої твої, Херсонщино» (1980), роману «Великий лиман» (1987), повістей «І зостанеться в серці назавжди» і «Теплий вітер осені» (1995), книжки «Літопису тривожні сторінки» (1996), збірки акварелей «Безсмертники» (1997), книжок для дітей «Літо в Буркутах» (1998), «Лиманські билиці» (2001), повісті «Музика для себе» (2001), збірок «Королівське полювання» (2002) та «У років своя пам'ять» (2006), багатьох публікацій в колективних збірниках та альманахах.
Помер у Херсоні 3 травня 2009 року від тяжкої хвороби.